# Dexipo
Publio Herenio Dexipo (en latín, Publius Herennius Dexippus; en griego: Δέξιππος; 210 - 273) fue un historiador griego, militar y hombre de estado. Sacerdote heredero de la familia eleusina de los Kerykes que ostentó los cargos de arconte basileus y arconte epónimo en Atenas.

## Carrera pública y obra
Cuando los hérulos invadieron Grecia y capturaron Atenas en 269, Dexipo mostró un gran coraje personal, reviviendo el ya olvidado espíritu patriótico entre sus conciudadanos. Se erigió una estatua en su honor cuya base, con inscripciones que registran sus servicios, se ha conservado. Es de señalar que las inscripciones nada dicen sobre sus logros militares. Focio menciona tres trabajos de Dexipo sobre Historia de los cuales se conservan fragmentos considerables:
1. Un epítome de un trabajo de Arriano.
2. Una historia de las guerras de Roma contra los godos (o escitas) en el siglo III.
3. Una historia cronológica desde los primeros tiempos hasta el emperador Claudio Gótico (270), frecuentemente referenciada por los escritores de la Historia Augusta. El trabajo fue seguido por Eunapio de Sardes hacia el 404.

Focio alaba en sus escritos el estilo de Dexipo, a quien llega a poner al nivel de Tucídides, una opinión que de ninguna manera confirman los fragmentos conservados de su obra.